# 보우찬스크

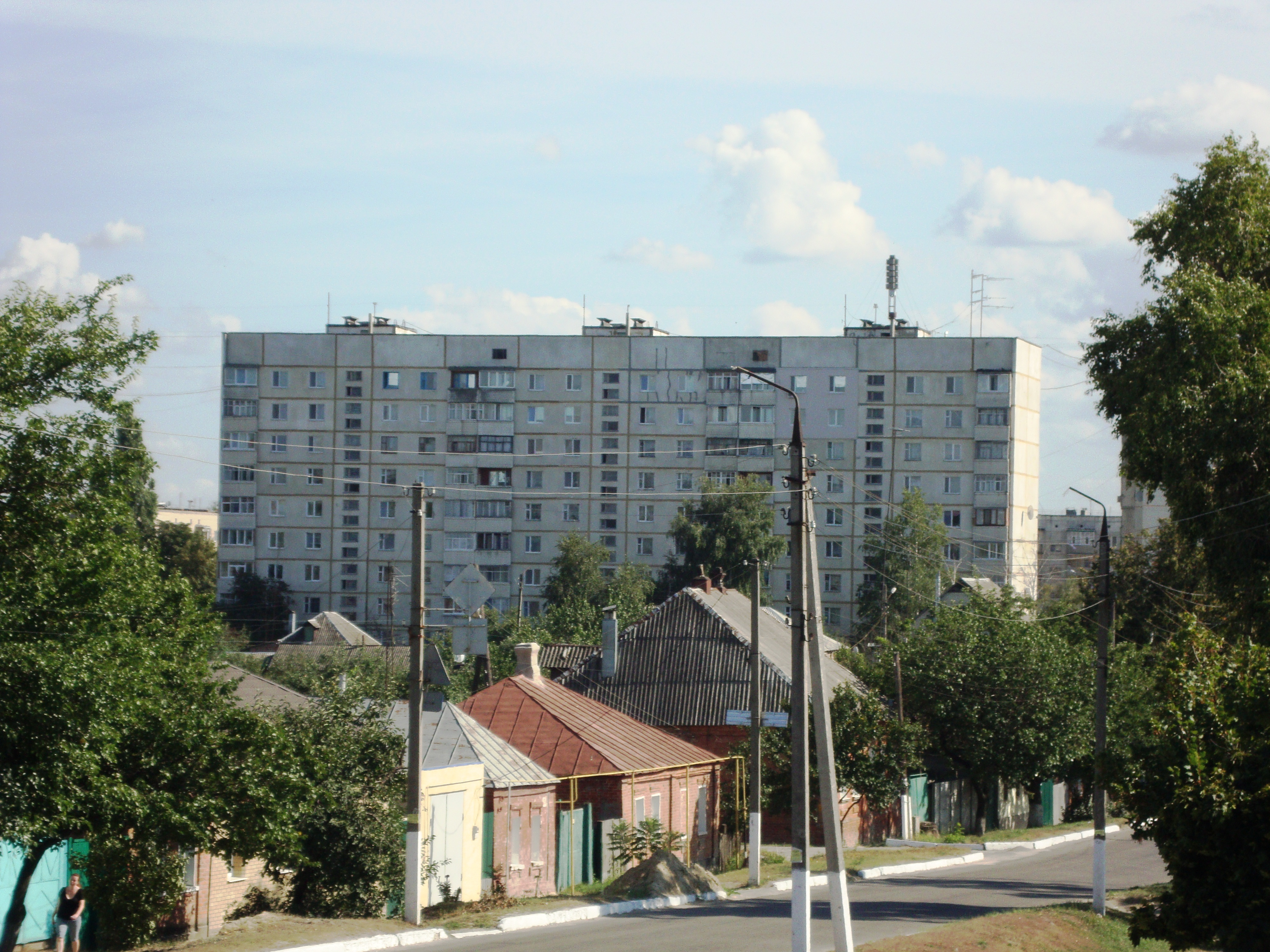

보우찬스크(우크라이나어: Вовчаньск, 러시아어: Волчанск 볼찬스크[*])는 우크라이나 하르키우주 보우찬스크군의 중심지이다. 벨고로드와 쿠피얀스크를 연결하는 지점에 위치해 있다.

## 지리
보우찬스크는 보우차강와 세베르스키도네츠강에 접해 있다. 하르키우에서 80km 떨어져 있다.

## 인구
인구는 2만4,300명(1991년)이다. 주민의 대부분이 우크라이나인이다. 러시아인, 벨라루스인, 아르메니아인, 집시, 아제르바이잔인, 기타도 거주한다.